# Paul Craps
Paul Craps (Ukkel, 16 november 1877 – Drogenbos, 27 april 1939) was een Belgisch kunstschilder en graficus. Zijn naam wordt ook geschreven als Pol Craps.

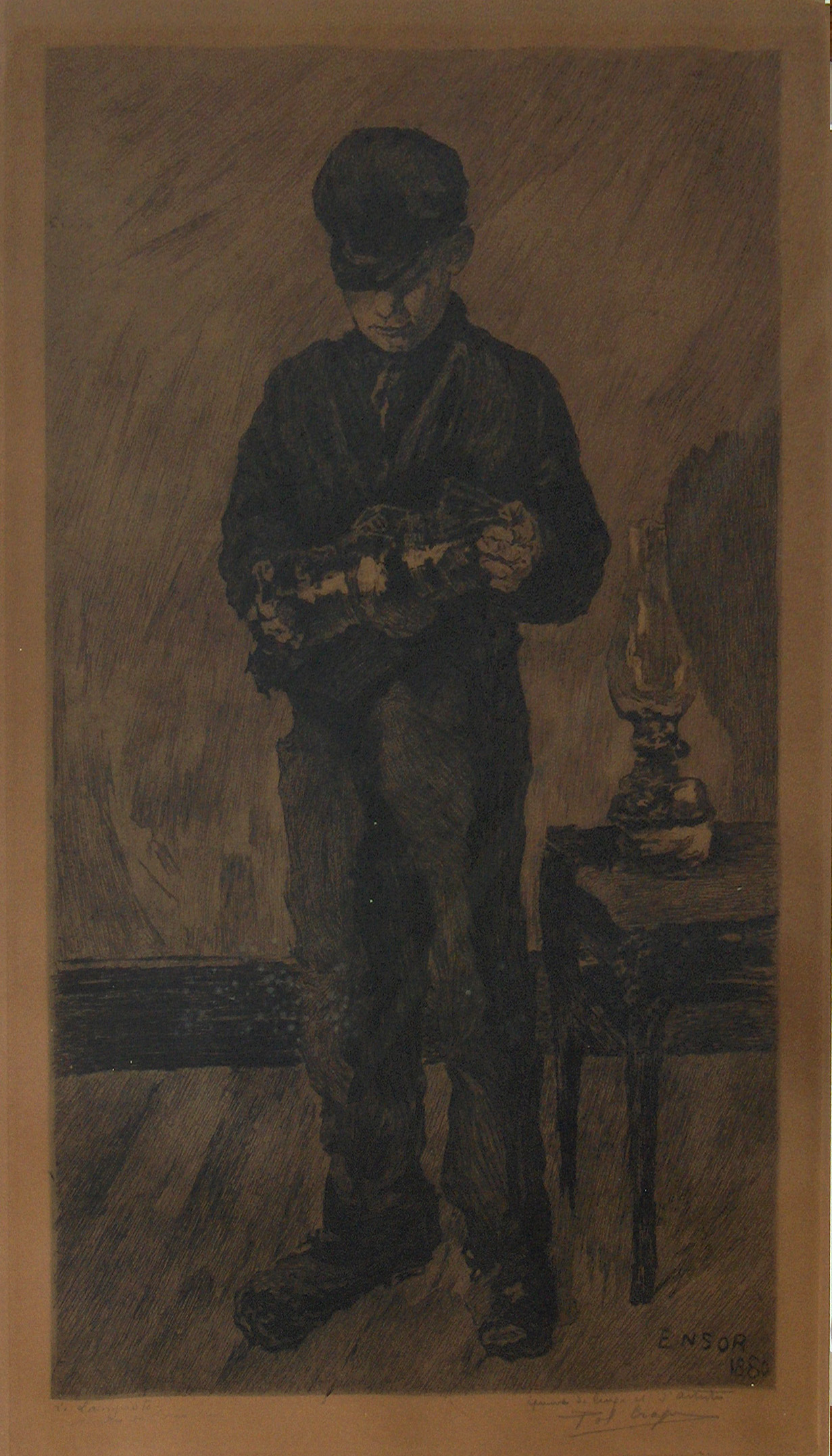
"De lampist", ets naar James Ensor

## Genealogie
Hij was de zoon van Louis-Pierre Craps en Marie-Sophie De Bue, beiden handelaars. Hij huwde op 25 november 1902 de onderwijzeres Marie Van Elewyck, Samen hadden ze zeven kinderen : Louis, Marie-Rose, Herman, Jean, Edwine, Jeanne en Raoul. Zij woonden in de Langestraat, 18 in Drogenbos.

## Levensloop
Craps was een jeugdig talent en werd van huize uit aangemoedigd. Hij volgde lessen aan de Brusselse Academie tussen 1894 en 1897. Daar werd hij ingewijd in de grafische technieken door de vakkundige graficus Auguste Danse (1829-1929). Vele tekeningen en gravures van Craps uit zijn leertijd staan bijgevolg nog sterk onder invloed van Danse.
In 1894 werd van Craps een drogenaald opgenomen in het vijfde jaarlijkse album van de Société des Aquafortistes Belges. Het was een kopie van een werk van de 14de-eeuwse Florentijnse schilder Agnolo Gaddi.
In het zevende album (1897), verscheen van Craps de ets “Stal te Ukkel-Kamerdelle”. Via de Société des Aquafortistes en parallelle circuits leerde hij vele andere Belgische grafici kennen, onder andere Armand Rassenfosse en James Ensor.
In het Vierde Salon van “L’Estampe” (1910) toonde Craps de etsen “Ermitage” en “Hoekje in Brussel” en de monotypes “Nekkersgat te Calevoet”, “Cabaret te Dilbeek”, “Ondergaande zon”, “Opkomende maan” en “Interieur”.
Tot zijn vriendenkring uit Drogenbos hoorden o.a. de schilders Louis Thevenet, Jehan Frison en de beeldhouwer Joseph Baudrenghien.
Craps was goed ingeburgerd in zijn gemeente en was er lid van tal van verenigingen: zangkoor, fanfare, duivenmelkers, enz. Hij was een zeer actief lid van de vereniging “Uccle-Cercle d’Art” die jaarlijks tentoonstellingen organiseerde, o.a. in het Kasteel van Wolvendael.
Omstreeks 1935 verminderde zijn activiteit. In zijn tuin begon hij nog met de constructie van een bungalow die hij als expositieruimte wilde inrichten. Na de voltooiing ervan in 1937, hield hij er in september 1938 nog een expositie. Dit was zijn laatste, want hij overleed enkele maanden later in april 1939.

## Oeuvre
Craps etste portretten, landschappen, herberginterieurs, hoevegezichten, stadsgezichten, enz. Scherpte en precisie zijn de voornaamste eigenschappen van zijn grafiek.
Zijn portretten zijn vaak bestellingen van doorsnee-burgers, maar hij portretteerde - daarom niet noodzakelijk “naar het leven” - ook beroemdheden van toen : Franz Liszt, Edith Cavell, Generaal Gérard Leman (verdediger van Luik in 1914) of kunstenaars zoals Auguste Danse, Emile Wauters of Félicien Rops.
De landschappen situeren zich doorgaans in zijn eigen streek : Ukkel, Caelevoet, Drogenbos, Beersel, Dilbeek, Grimbergen, Alsemberg, Linkebeek, het Pajottenland, Halle, maar evengoed in de Kempen of de kust.
Hij gaf een album met zes etsen uit over zijn eigen gemeente Ukkel.
Verder maakte hij veel reproductiegravures naar werken van andere kunstenaars : “Het overlijdensbericht “ van Louis Thevenet, “De lampenjongen” van James Ensor (1911) ook naar oude meesters : Rubens, “Sint-Antonius van Padoua” naar Van Dyck (1900), “Het Driekoningenfeest” naar Jordaens (1907), “Portret van een dame” naar Holbein, “Het visioen van Sint-Franciscus van Assisi” naar Van Eyck…
De “Sint-Franciscus” stelde hij in 1900 tentoon in het Salon van de Société des Artistes Français in Parijs.
Het totaal aantal etsen beloopt in de driehonderd; daarnaast zijn er veel tekeningen en aquarellen.

## Leerlingen
Craps had enkele leerlingen. De meest bekende is Félix De Boeck (1898-1995) die tussen 1909 en 1915 les bij hem volgde. Andere waren Louis Hannaert, Willem Depauw, Edgard Devedeleer en Georges Marchal. Ook Nicolas de Staël (1914-1955), die toen in de buurt woonde, volgde in 1934 kortstondig les bij Craps.
Félix De Boeck schilder een portret van Craps.

## Musea
- Brussel, Kon. Bibliotheek Albert I; Prentenkabinet
- Sint-Joost-ten-Node/Brussel, Museum Charlier
- Drogenbos, Gemeentelijke verzameling
- Oostende, Mu.ZEE (Kunstmuseum aan Zee)
- Parijs, Bibliothèque Nationale